# Thomas Corsten
Thomas Corsten (* 3. Februar 1961 in Aachen) ist ein deutscher Epigraphiker und Althistoriker.

Thomas Corsten studierte von 1980 bis 1984 an der Universität zu Köln die Fächer Alte Geschichte, Klassische Philologie, Klassische Archäologie und Vorderasiatische Altertumskunde. Er wurde 1984 bei Reinhold Merkelbach promoviert. Von 1985 bis 1986 und von 1989 bis 1991 war er wissenschaftlicher Mitarbeiter an der Universität Köln. Nach einem Aufenthalt an der Université Lyon war er erneut als wissenschaftlicher Mitarbeiter von 1992 bis 1994 in Köln tätig.
Parallel zu einer wissenschaftlichen Tätigkeit im Zeitraum von 1995 bis 1998 an der Universität Frankfurt wurde er 1997 bei Fritz Gschnitzer mit einer Schrift über das Thema Vom Stamm zum Bund: Gründung und territoriale Organisation griechischer Bundesstaaten an der Universität Heidelberg habilitiert. Einer Lehrstuhlvertretung von 2002 bis 2003 folgte im Jahr 2004 die Ernennung zum außerplanmäßigen Professor an der Universität Heidelberg. Seit dem 1. Februar 2010 ist er Universitätsprofessor für Griechische Geschichte, Altertumskunde und Epigraphik an der Universität Wien. 2016 wurde er zum korrespondierenden Mitglied im Inland der philosophisch-historischen Klasse der Österreichischen Akademie der Wissenschaften gewählt. Er ist Mitglied des 2020 gegründeten Netzwerks Wissenschaftsfreiheit.
Corsten ist seit 2004 Mitherausgeber des Supplementum Epigraphicum Graecum. Seine Forschungsschwerpunkte sind die historische Geographie, die Epigraphik und die Numismatik Kleinasiens im Hellenismus und der Kaiserzeit sowie die griechische Geschichte und Verfassungsgeschichte. Er führt seit vielen Jahren Surveys in Kibyra durch.

## Schriften
- Die Inschriften von Kios (= Inschriften griechischer Städte aus Kleinasien. Bd. 29). Habelt, Bonn 1985, ISBN 3-7749-2194-6.
- Die Inschriften von Apameia (Bithynien) und Pylai (= Inschriften griechischer Städte aus Kleinasien. Bd. 32). Habelt, Bonn 1987, ISBN 3-7749-2261-6.
- Die Inschriften von Prusa ad Olympum (= Inschriften griechischer Städte aus Kleinasien. Bd. 39–40). 2 Bände. Habelt, Bonn 1991 und 1993, ISBN 3-7749-2516-X, ISBN 3-7749-2529-1.
- Katalog der Bithynischen Münzen der Sammlung des Instituts für Altertumskunde der Universität zu Köln. Band 2: Könige, Commune Bithyniae, Städte (außer Nikaia) (= Papyrologica Coloniensia. Band 11,2). Westdeutscher Verlag, Opladen 1996, ISBN 3-531-09941-8.
- Die Inschriften von Laodikeia am Lykos. Band 1 (= Inschriften griechischer Städte aus Kleinasien. Bd. 49). Habelt, Bonn 1997, ISBN 3-7749-2716-2.
- Vom Stamm zum Bund: Gründung und territoriale Organisation griechischer Bundesstaaten (= Studien zur Geschichte Nordwest-Griechenlands. Band 4). Oberhummer-Gesellschaft, München 1999, ISBN 3-934137-02-4.
- Die Inschriften von Kibyra. Band 1 (= Inschriften griechischer Städte aus Kleinasien. Bd. 60). Habelt, Bonn 2002, ISBN 3-7749-3034-1.
- Inschriften aus der Kibyratis und aus Pisidien (= Heidelberger Althistorische Beiträge und Epigraphische Studien. Band 67). Franz Steiner, Stuttgart 2025, ISBN 978-3-515-13834-5.